# UC浏览器
UC浏览器是一款基于手机和计算机而研发的浏览器，由中国优视科技有限公司开发。

## 歷史
UCWEB於7.0版更名為UC浏览器（UC Browser）。
2014年4月1日，UC浏览器PC版发布。UC浏览器PC版使用Webkit内核和兼容性最佳的Trident内核(Internet Explorer内核)。
2014年6月11日，阿里巴巴集團宣佈全面收购优视科技。收购后，阿里巴巴集團将组建UC移动事业群，俞永福担任事业群总裁。并入阿里巴巴集團后，UC估值有望达到50亿美元。
2016年8月23日，UC在北京市举行战略升级發佈會，宣佈“UC浏览器”正式升级为“UC”，向“大数据新型媒体平台”全面升级。 

## 功能
透過使用伺服器壓縮的中继模式來節省流量。

### 直连模式
當用戶使用直连模式訪問網頁時，用戶的請求直接发送到网站運營商的伺服器，然後网站運營商的伺服器將訪問的數據直接返回到用戶的手機中。

### 中继模式
当用户使用压缩中转模式（云加速模式）时，用戶所發送的請求會根據地點被UC公司位於中国、亚太和美国及俄罗斯的伺服器接收，伺服器將網頁進行安全掃描、壓縮數據等處理後送回用戶，於UC瀏覽器內進行數據解析並還原。壓縮處理後的數據能節省流量。
採用這種模式的還有Opera Mini，不過兩者壓縮流量的算法不一樣。

### U3内核
2011年6月，UC公司发布了用3年多时间自主研发的U3内核，U3仍然采用了C/S架构，不过其重新编写了渲染模式，使之可以支持网页的动态还原，并且可以支持HTML5、CSS、JavaScript。由于U3内核是自主研发内核，可以较为容易的进行跨平台扩展，已经覆盖了iOS和Android平台。目前iPad（已经被App Store收录）、Android和MeeGo平台的UC浏览器已经使用了U3内核。

## UC浏览器电脑版
UC浏览器电脑版是一款UC公司在原来UC手机浏览器基础上推出PC平台浏览器，依靠领先的手机移动端的技术优化，打进桌面浏览器市场，UC浏览器电脑版配置双核双引擎Blink内核和Trident内核。电脑版的“智能拼页”、“云端加速”、“下载加速”、“红杏出墙”等功能很明显是将手机版浏览器的特色功能迁移至了PC端。

## 反應
2012年4月，UC优视公司董事长兼首席执行官俞永福宣布UC浏览器月活跃用户数（MAU）已超2亿。

## 争议

### 標題黨資訊氾濫
UC浏览器首页推送的部分新闻被指有着“标题党”的倾向，经常以“震惊”“沉默”之类的词语作为新闻标题的开头。有网友调侃称UC开设了“震惊部”，专门负责发布看似耸人听闻的文章，也因此衍生出了“去震惊部上班”之类的说法，用来调侃其他人士或者媒体的“标题党”行为。
2018年1月18日，UC出现“大裁员”传闻。而UC方面指出，这次调整的核心是为了回归初心，其中国内业务会聚焦智能信息服务方向，加速核心业务信息流、搜索和浏览器的发展；同时，国际业务则要加速新形式的内容消费业务和相关产业的布局，为UC打造强劲的新增长点。UC强调，在本次组织调整的同时，也有上百新岗位待聘，欢迎更多新鲜血液加入。

### 資安疑慮
2012年至2018年間已經有數起關於中國網際網路公司推出的瀏覽器的資訊安全問題被報導，包括但不限於UC瀏覽器、QQ浏览器、搜狗瀏覽器、百度浏览器以及360瀏覽器等等，它們被指對登入的使用者的資料使用了弱加密甚至不加密的方式傳輸，極易在傳輸過程中被惡意程式或別有用心的人透過封包抓取工具獲得，儘管這些瀏覽器的開發商至2017年時聲稱已經修復了這些問題。
除此以外，包括 UC 瀏覽器在內的中國公司推出的瀏覽器也被指出其收集的資訊比其它公司的更多且更細緻，被認爲更便於用於針對特定個人展開的行銷活動。

### 自我審查
2017年開始，一些在中國大陸的使用者更新了新版本的UC瀏覽器以後，出現了即使開啟代理服務也無法存取Google等在中國被阻擋存取之網站的問題，這一情況向UC瀏覽器客服反映後，UC方面通過客服承認有該種自我審查行為，稱是國家政府要求，符合內建黑名單的網址將被彈出「違法網站」、「根據國家有關規定，此網站禁止存取」的警告資訊。
類似的自我審查行徑在其他中國大陸公司推出的瀏覽器，甚至手機等行動裝置的作業系統上的，也時有曝光。

### 违规上线虚假医药广告
2021年3月15日，中国中央电视台3·15晚会曝光UC浏览器违规上线虚假医药广告问题，引发各界热议。随后，UC浏览器APP在部分应用市场下架。广州市市场监督管理局连夜赴UC浏览器总部开展调查。UC发表致歉声明称将全面整改。